# استله‌سر

## استله سر
دره استله‌سر که رودخانه آن موسوم به تلخ رود است در شرق دماوند و منتهی‌الیه دره یخار قرار دارد.
دره استله با آبی گل آلود، حاصل از ذوب یخچال یخار دماوند، دره‌ای با شیب‌های تند و مراتع وسیع است.چشمه آب معدنی «استله»، قله «منار»، دره«یخار» و جبهه شرقی قله دماوند از مهم‌ترین نقاط دیدنی دره تلخ رود است.
رودخانهٔ هزار در جنوب قلعه دماوند قرار دارد.با اینکه دماوند، مهم‌ترین کوه ایران، در این منطقه قرار دارد، اما سالانه هزاران طبیعت گرد برای استفاده از آب گرم لاریجان و دامنه‌های سرسبز البرز مرکزی به این منطقه سفر می‌کنند.